# Ursaline Bryant
Ursaline Bryant, auch Bryant-King (* 4. November 1947 in Washington, D.C.), ist eine US-amerikanische Schauspielerin.

## Leben und Karriere
Bryant arbeitete zunächst in Washington D.C. als Verwaltungsangestellte bei der Regierung im Arbeitsministerium. Später war sie als Model in New York tätig. Dort stand sie bei der Wilhelmina Agency unter Vertrag. Sie arbeitete auch für die renommierte Modelagentur von Nina Blanchard und für Cunningham and Associates in Los Angeles.
Sie wechselte schließlich zur Schauspielerei. Ab Ende der 1970er Jahre spielte Bryant Theater in New York City, wo sie Mitglied der Negro Ensemble Company war. In der Saison 1979/1980 wirkte sie bei der Shakespeare Company in New York gemeinsam mit Sally Kirkland und Jared Martin in einer Bühnenfassung der Sonette von William Shakespeare mit. 1980 war sie bei der Shakespeare Company Mitglied des Chorus in Macbeth.
Bryant spielte in zwei Theaterstücken, die sich mit dem Mythos der legendären Amazonenkönigin Calafia (Califia) beschäftigen. So trat sie in dem 1984 uraufgeführten Stück Piano Bar von C. Bernard Jackson auf. 2008 spielte sie am Buriel Clay Theatre in San Francisco in dem Einpersonenstück Queen Calafia: Ruler of California von John William Templeton, einer modernen Variante des Mythos, die Rolle der Anthropologin Dr. Wright Now.
In der Saison 2006/2007 war Ursaline Bryant am Los Angeles Theatre Center in A Medley of One Act Plays zu sehen. Für ihre Rolle in dem Einakter Madam C .J. Walker wurde sie 2008 bei den NAACP Theatre Awards als beste lokale Schauspielerin nominiert. Im Herbst 2008 spielte sie bei der Theaterkompagnie Books with Feets die Rolle des Old Bonaparte in dem Stück House of Flowers von Truman Capote.
Bryant war zwischen den 1970er und den späten 1990er Jahren in Film- und Fernsehrollen aktiv. Sie zog nach Los Angeles, um sich als Schauspielerin zu etablieren. Ihre erste Rolle dort war 1977 in The Hardy Boys/Nancy Drew Mysteries. Unter der Regie von Robert Aldrich spielte sie 1981 gemeinsam mit Peter Falk in Harry läßt die Puppen tanzen. Sie war 1980 in Kesse Bienen auf der Matte zu sehen. 1987 spielte sie an der Seite von Robert Loggia und Monte Markham die Roxanne in der Komödie Hot Pursuit.
Sie stellte 1988 „Captain Tryla Scott“ in der Folge Die Verschwörung  (Conspiracy) von Raumschiff Enterprise – Das nächste Jahrhundert dar. 1992 war sie in Doogie Howser, M.D. zu sehen. Sie wirkte 1996 in Grace mit. Bryant war 1998 in der Comedyserie Seinfeld zu sehen. 2010 wirkte sie in Flood Streets in der Rolle der Ruby mit. In dem Spielfilm, der in New Orleans nach dem Wirbelsturm Katrina spielt, stellt Bryant eine ältere Kreolin mit Krebs im Endstadium dar, die trotzdem glücklich in einem verlassenen Haus ohne Elektrizität und Wasser lebt.
Sie ist Mitglied der Screen Actors Guild, der American Federation of Television and Radio Artists (AFTRA) und der Actors Equity Association.
Bryant ist seit 28. Dezember 1975 mit Tony E. King verheiratet. Sie tritt auch unter dem Namen Bryant-King auf.

## Filmografie
- 1977: The Hardy Boys/Nancy Drew Mysteries (Fernsehserie, eine Folge)
- 1978: Katzen töten leise (Cat in the Cage)
- 1981: Kesse Bienen auf der Matte (…All the Marbles)
- 1986: The Redd Foxx Show (Fernsehserie, vier Folgen)
- 1986: Golden Girls (The Golden Girls, Fernsehserie, eine Folge)
- 1987: Danny, immer fünf Minuten zu spät (Hot Pursuit)
- 1988: Raumschiff Enterprise – Das nächste Jahrhundert (Star Trek: The Next Generation, Fernsehserie, eine Folge)
- 1992: Doogie Howser, M.D. (Fernsehserie, eine Folge)
- 1996: Grace (Grace Under Fire, Fernsehserie, eine Folge)
- 1998: Seinfeld (Fernsehserie, eine Folge)
- 2011: Flood Streets
- 2012: Breaking Point (Fernsehserie, eine Folge)